# Nemetatos

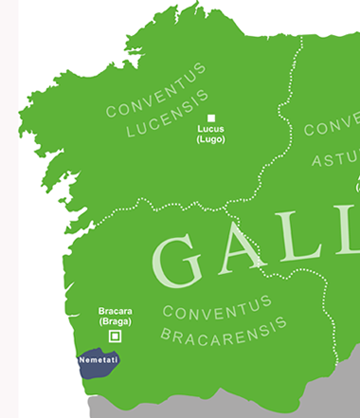
Área ocupada pelos Nemetatos

Os Nemetatos (em latim: Nemetati) eram um povo galaico que habitava o NO de Portugal, nas proximidades do rio Ave. A citânia de Sanfins (Paços de Ferreira) poderia corresponder ao lugar central deste grupo étnico.
Devem ser relacionados com as inscrições epigráficas dedicadas ao deus da guerra Cosus Nemedecus. O respectivo nome remete para a etimologia céltica de nemeton, santuário ao ar livre.